# Simon Hallenbarter
Simon Hallenbarter, né le 5 mars 1979 à Obergesteln (canton du Valais) et mort le 3 octobre 2022 à Silbertal, Autriche, est un biathlète suisse actif de 2002 à 2014.

## Biographie
Simon Hallenbarter fait ses débuts internationaux en 2002-2003, prenant part à la Coupe d'Europe. Il est promu en Coupe du monde l'hiver suivant, et marque ses premiers points en 2005 en se classant 21e de l'individuel d'Antholz,  En fin d'année, il fait son incursion dans le top dix à Osrblie, avec une huitième place sur l'individuel, puis est sélectionné pour les Jeux olympiques de 2006.
Simon Hallenbarter signe sa meilleure saison en 2007-2008 en terminant à la 25e place du classement général de la Coupe du monde. il s'est notamment classé sixième d'un sprint disputé à Östersund cet hiver-là. Il égale son meilleur résultat l'hiver suivant à Khanty-Mansiïsk.
Aux Championnats du monde 2009, il termine neuvième du sprint, signant son meilleur résultat individuel en mondial. Aux Jeux olympiques de 2010 à Vancouver, il dispute quatre des cinq épreuves au programme. Il obtient comme meilleurs résultats une seizième place sur le sprint et une neuvième place en relais avec l'équipe suisse.
Il participe à ses troisièmes jeux olympiques en 2014, où il se classe 63e du sprint, 48e de l'individuel et 12e du relais mixte. Il prend sa retraite sportive cette même année.
Au cours de sa carrière, il termine à six reprises dans le top 10 d'une épreuve de coupe du monde.
Simon Hallenbarter se suicide le 3 octobre 2022 à l'âge de 43 ans.

## Palmarès

### Jeux olympiques d'hiver
| Épreuve / Édition              | Individuel | Sprint | Poursuite | Départ en masse | Relais | Relais mixte                     |
| Jeux olympiques 2006 Turin     | 76e        | 65e    | -         | -               | -      | Épreuve inexistante à cette date |
| Jeux olympiques 2010 Vancouver | 43e        | 16e    | 43e       | -               | 9e     | Épreuve inexistante à cette date |
| Jeux olympiques 2014 Sotchi    | 46e        | -      | -         | -               | -      | 11e                              |

- - : pas de participation à l'épreuve.
- : épreuve non olympique.

### Championnats du monde
Simon Hallenbarter compte huit participations aux Championnats du monde de biathlon.
| Mondiaux \ Épreuve      | Individuel | Sprint | Poursuite | Départ en masse | Relais | Relais mixte                     |
| 2004 Oberhof            | 106e       | 68e    | -         | -               | 19e    | Épreuve inexistante à cette date |
| 2005 Hochfilzen         | 21e        | 52e    | 52e       | -               | 18e    | -                                |
| 2007 Antholz-Anterselva | 29e        | 52e    | 52e       | -               | 16e    | -                                |
| 2008 Östersund          | 34e        | 13e    | 24e       | 22e             | 18e    | -                                |
| 2009 Pyeongchang        | 49e        | 9e     | 29e       | 17e             | 8e     | -                                |
| 2011 Khanty-Mansiïsk    | 42e        | 24e    | 29e       | -               | 17e    | -                                |
| 2012 Ruhpolding         | 36e        | 24e    | 41e       | -               | 7e     | 10e                              |
| 2013 Nové Město         | -          | 81e    | -         | -               | -      | -                                |

Légende :

 : épreuve inexistante

- : n'a pas participé à l'épreuve

### Coupe du monde
- Meilleur classement général : 25e en 2008.
- Meilleur résultat individuel : 6e (à deux reprises).

#### Classements en Coupe du monde
| Saison    | Classement général final | Individuel | Sprint | Poursuite | Mass start |
| 2003-2004 | nc                       | nc         | nc     |           |            |
| 2004-2005 | 72e                      | 35e        | nc     | nc        |            |
| 2005-2006 | 56e                      | 26e        | 59e    | nc        | 47e        |
| 2006-2007 | 51e                      | 34e        | 52e    | 54e       |            |
| 2007-2008 | 25e                      | 44e        | 26e    | 27e       | 21e        |
| 2008-2009 | 36e                      | 77e        | 25e    | 40e       | 38e        |
| 2009-2010 | 49e                      | nc         | 47e    | 44e       |            |
| 2010-2011 | 46e                      | nc         | 32e    | 36e       |            |
| 2011-2012 | 32e                      | 56e        | 31e    | 29e       | 29e        |
| 2012-2013 | 68e                      | nc         | 60e    | 70e       |            |
| 2013-2014 | 91e                      | -          | 89e    | 81e       |            |

### IBU Cup
- 2 podiums, dont 1 victoire.